# Lott (Teksas)
Lott je grad u američkoj saveznoj državi Teksas. Prema popisu stanovništva iz 2010. u njemu je živjelo 759 stanovnika.